# Dawid Igorewicz

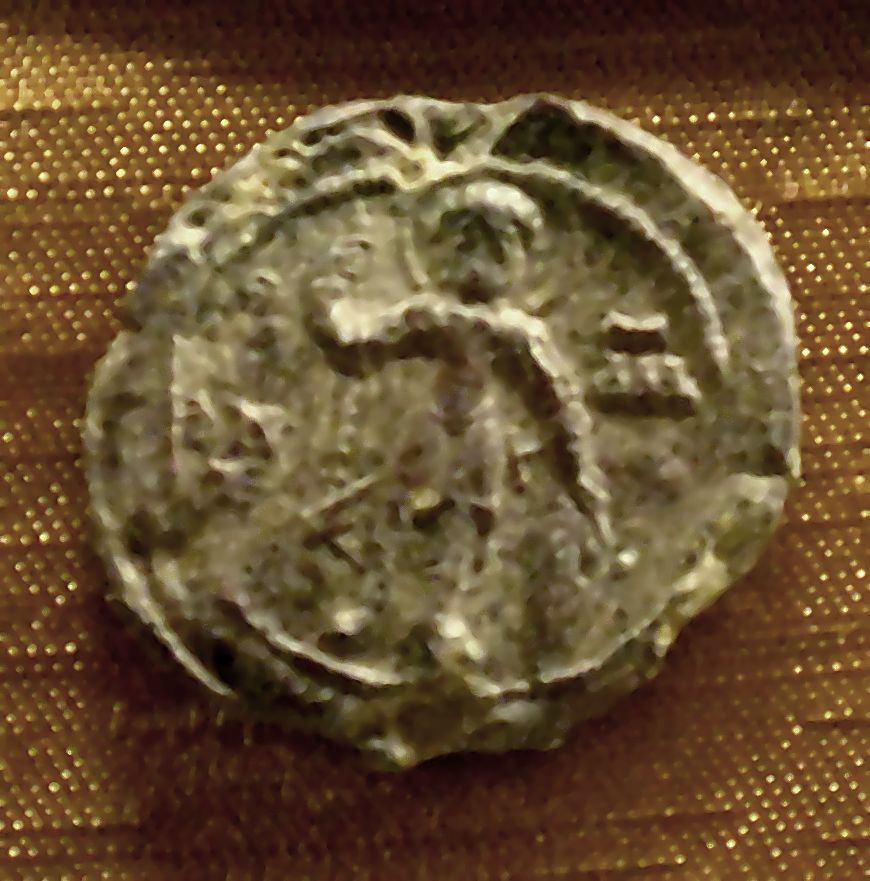
Ołowiana pieczęć Dawida Igorewicza

Dawid Igorewicz (ur. w 1059, zm. w 1112) – syn księcia włodzimiersko-wołyńskiego Igora Jarosławica, książę wołyński po śmierci Jaropełka Piotra, wnuk Jarosława Mądrego.
W 1084 otrzymał od wielkiego księcia kijowskiego Wsiewołoda I w udziale miasto Dorohobuż na Wołyniu, a w 1085 - miasto Wołodymyr. W porozumieniu z księciem kijowskim Świętopełkiem Izjasławiczem postanowili odebrać Księstwo Halickie Wołodarowi i Wasylkowi Rościsławiczom. Prześladowany i oślepiony Wasylko uciekł do Polski. Po pewnym czasie schwytano go i zmuszono do powrotu do Włodzimierza, jednak gdy wojska Świętopełka II Michała  obległy miasto, Dawid zmuszony był go oddać, aby ustrzec się bitwy, a księstwo i tak utracił.
W 1099 Dawid zawarł przymierze z połowskim chanem Boniakiem i przy jego pomocy zdobył Włodzimierz i Łuck. Na zjeździe w Wyteczewie jednak za oślepienie Wasylka pozbawiono go księstwa, a w zamian otrzymał miasta Busk, Ostróg, Dubno, Czartorysk, a niedługo potem i Dorohobuż, w którym zmarł.